# Lualhati Bautista
Lualhati Bautista Torres (Manila, 2 de diciembre de 1945 - Ciudad Quezon, 12 de febrero de 2023) fue una escritora, novelista y activista filipina. Fue conocida por sus novelas, cuentos y guiones escritas en tagalo que tocaban a varios asuntos sociales en Filipinas como Dekada '70, Bata, Bata, Pa'no Ka Ginawa? y ‘GAPÔ.

## Biografía
Bautista nació el 2 de diciembre de 1945 en Tondó (Manila), hija de Gloria Torres y Esteban Bautista. Fue educado en la Escuela Elementaria Emilio Jacinto, donde se ha graduado en 1958 y terminó su educación básica en 1962 en la Escuela Secundaria Florentino Torres. Matriculó en el programa de periodismo del Liceo Universitario de Filipinas pero decidió dejar su formación para perseguir en su carrera como escritora. Empezó su carrera como escritora con unos cuentos cortos publicados en Liwayway, una revista tagalófona.